# Friedrich Wilhelm Quirin von Forcade

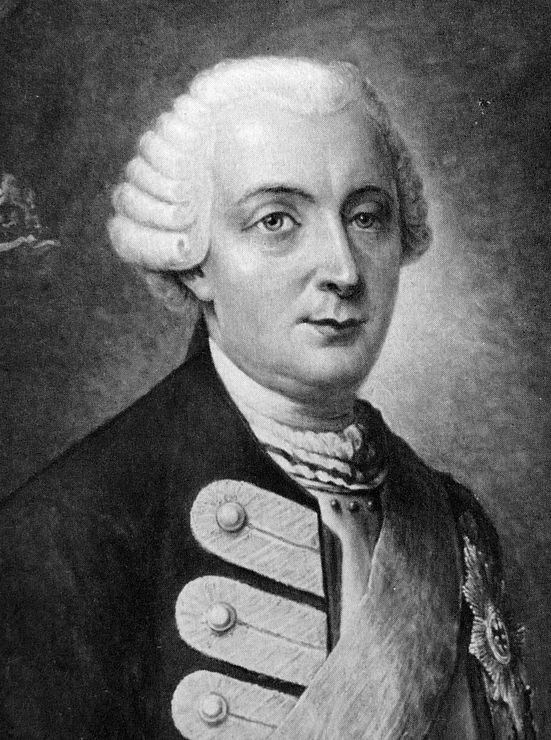
Generalmajor Friedrich Quirin von Forcade de Biaix, um 1758

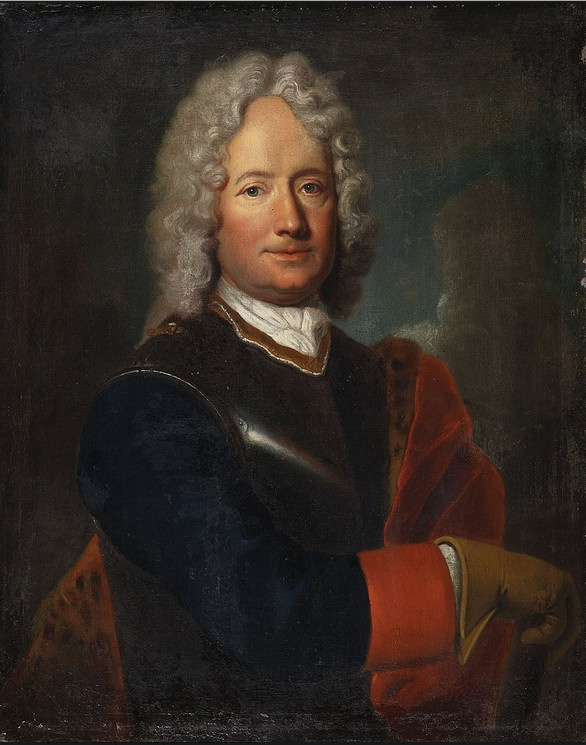
Bildnis eines Regimentschefs, wohl Johann Quirin von Forcade, vor 1757, von Antoine Pesne

Friedrich Wilhelm Quirin von Forcade de Biaix (* 11. Januar 1699 in Berlin; † 23. März 1765 in Berlin) war königlich-preußischer Generalleutnant.

## Leben

### Herkunft
Friedrich Wilhelm Quirin von Forcade de Biaix war der älteste Sohn des Generalleutnants Jean Quirin de Forcade, Marquis de Biaix (1663–1729) und dessen Frau Juliane, Freiin von Honstedt, Tochter des Generalmajors Quirin von Hohnstedt. Der Hofmarschall des Prinzen von Preußen Peter Isaak von Forcade (1702–1775) war sein Cousin ersten Grades.

### Laufbahn
Er trat 1713 in preußische Dienste und zwar bei der Weißen Füsilier-Garde Nr. 1. 1713 wurde er zum Fähnrich, 1716 zum Seconde-Lieutenant und 1719 zum Premier-Lieutenant befördert. 1721 wurde er Hauptmann im Regiment seines Vaters Nr. 23, bei dem er 1732 zum Major, 1740 zum Oberstleutnant und 1743 zum Oberst befördert wurde. Im Juni 1745 wurde er Amtshauptmann von Zinna. 1747 wurde er Generalmajor und 1748 Chef des Infanterie-Regiments Nr. 23. 1757 wurde er zum Generalleutnant ernannt.
Forcade nahm am Pommernfeldzug 1715/1716 teil und kämpfte in den Schlesischen Kriegen (1740–1745) in den Schlachten bei Mollwitz (1741), bei Hohenfriedberg (1745) und bei Soor. In der Schlacht bei Soor am 30. September 1745 wurde er durch die Wade des rechten Fußes geschossen, schwer verletzt blieb er auf dem Schlachtfeld liegen; man hielt ihn für tot. Der König erkannte ihm den Ruhm zu, den Sieg dieses Tages erkämpft zu haben. Er erhielt den Orden Pour le Mérite, dazu eine Rente von 600 Talern und den Titel Domherr von Havelberg. Eine Episode aus dem Folgejahr zeigt, wie sehr König Friedrich II. ihn schätzte. Bei einer Cour im Berliner Schloß musste Forcade wegen seines verwundeten Fußes sich ans Fenster anlehnen. Der König brachte ihm einen Stuhl, huldvoll sprechend: „Mein lieber Obrister von Forcade, ein so braver und würdiger Mann, als Er ist, verdient sehr wohl, daß auch der König selbst ihm einen Stuhl bringt.“ Im Siebenjährigen Krieg nahm er an mehreren Schlachten teil: bei Prag (1757), bei Roßbach (1757), bei Leuthen (1757), bei Zorndorf (1758), wo er ein weiteres Mal verwundet wurde, bei Torgau (1760) und bei Freiberg (1762).
1757 kommandierte er die Belagerung von Breslau. Der König dankte ihm: „Es ist ein Glük (sic) vor ihn, daß wir bald Meister von der Stadt geworden sind, weil er sonst, ohne daß ich ihm hätte helfen oder ablösen lassen können, noch mehr hätte ausstehen müßen. Ich danke ihm also dafür, und da er am meisten hierbey ausgestanden hat: so soll er auch allein die Ehre davon haben. Ich ertheile ihm also nicht nur hiemit (sic) den schwarzen Adler-Orden, sondern ernenne ihn auch zum Vice-Gouverneur von Breslau.“
1761 war er Schwadronschef der 2. Grenadier-Kompanie unter Prinz Ferdinand. 1762 befehligte Forcade unter Prinz Heinrich ein Korps in Sachsen. 1763 empfing er vom König ein Geschenk von 8000 Talern.
Nach seinem Tod erhielt die Witwe ein am 10. April 1765 ausgefertigtes königliches Handschreiben:
Frau von Forkade! Noch über den Tod ihres verstorbenen Mannes gerührt, und mitleidig über den Verlust, den Sie dadurch erlitten, habe ich nicht säumen wollen, nachdem ich anfange, mich von meiner Krankheit wieder zu erholen, Sie von meiner Neigung, ihnen eine Erleichterung zu verschaffen, zu überzeugen, und Ihnen durch meinen gegenwärtigen Brief bekannt zu machen, daß ich beschlossen habe, Ihnen eine Pension von 500 Thlr. aus Erkänntlichkeit wegen der langen und treugeleisteten Dienste ihres verstorbenen Mannes zu geben, eine zweyte Pension von 500 Thlr. in Betrachtung der gluklichen (sic) Fruchtbarkeit ihrer Ehe, und überdem noch eine dritte Pension von 500 Thlr. als eine Beyhülfe (sic) zu Erziehung ihrer Familie. … Ich bitte Gott, daß er Sie in seinem heiligen und guten Schuz (sic) nehme.
Friedrich Wilhelm Quirin von Forcade und seine Frau liegen zusammen auf dem Garnisonfriedhof in Berlin begraben. 1851 wurde Forcade auf den Ehrentafeln am Reiterstandbild Friedrichs des Großen in Berlin verewigt.

### Familie
Forcade war verheiratet mit Marie de Montolieu, Baroness de St.-Hippolyte (1709–1767), Tochter von Louis de Montolieu, baron de St.-Hippolyte († 1738 in Berlin), Generalmajor im königlich-preußischen Diensten. Er hatte mit ihr 23 Kinder, davon 4 tot zur Welt kamem, und 11, die ihn überlebten, darunter:
- Friedrich Wilhelm von Forcade-Biaix (* 23. Juli 1728; † 3. September 1778), 1. Sohn, Oberst und Kommandeur des Infanterie-Regiments Nr. 28
- Wilhelm von Forcade-Biaix (* um 1731; † 1806), 2. Sohn, Major im Husaren-Regiment Nr. 1
- Louise Susanne von Forcade-Biaix (* um 1734 in Berlin) ⚭ Karl Bernhard von Prittwitz und Gaffron (* 29. März 1735; † 1786)[10]
- Elisabeth Henriette Marie von Forcade-Biaix (* 21. Dezember 1735 in Berlin; † 24. September 1774 in Berlin) ⚭ Generalleutnant Philipp Friedrich Lebrecht von Lattorff (1733–1808)
- Charlotte Sophie Therese von Forcade-Biaix (* 25. Oktober 1743 in Berlin; † 23. März 1799 in Steinfurth) ⚭ Johann Hugo Wilhelm Löw von und zu Steinfurth (* 25. August 1750; † 23. Mai 1786)[11]
- Georg Friedrich Wilhelm von Forcade-Biaix (* 16. Oktober 1746 in Berlin; † 31. August 1811 in Wohlau, Schlesien) ⚭ Johanna Sophie Lipelius (* 8. Juni 1755; † 21. August 1804 in Winzig bei Breslau)[12]
- Friedrich Heinrich Ferdinand Leopold von Forcade-Biaix (* 19. Dezember 1747 in Berlin; † 12. Oktober 1808 auf Gut Schleibnitz, Schlesien), Drost zu Neuenrade ⚭ Johanna Christine Wilhelmine von Koschembahr (* 13. Januar 1761 auf Gut Ossen, Schlesien; † 9. Juli 1816) aus dem Haus Ossen (3 Söhne aus der Ehe) Witwe des Generalmajors Karl von Podjursky
- Albertine Wilhelmine von Forcade-Biaix (* um 1748 in Berlin; † 12. August 1777 in Berlin) ⚭ Gotlieb Joachim von Hindenberg (1736–1803)[13]